# Villa Gallo
Villa Gallo è una delle ville storiche di Napoli, sita nella zona dei Colli Aminei.

## Storia
È conosciuta come villa Gallo dal nome del ministro che la possedette durante il Decennio Francese, e anche come villa della Regina Isabella, in quanto in seguito appartenne alla regina madre Isabella di Borbone, vedova di Francesco I.
Profondamente alterata dal punto di vista architettonico, la villa ospita attualmente una casa religiosa dei padri rogazionisti. Vi si accede dal viale dei Pini attraverso un vialetto ed è fronteggiata da uno slargo alberato, unico residuo del vasto antico parco che la circondava.

### La tenuta della Pineta
Come evidenziato in un saggio dedicato alla storia della villa da Gaetano Barbarulo, le prime notizie del suo nucleo primitivo risalgono al XV secolo. Nicola Pomarino, agiato funzionario regio, acquistò nel giro di pochi anni, tra il 1465 e il 1473, numerose particelle confinanti, costituendo una vasta tenuta comprendente più o meno l'attuale rione La Pineta ai Colli Aminei (area un tempo denominata "alla Conocchia") e una parte delle aree declivi in direzione della Sanità. Il di lui figlio Paolo, a cui era poi toccata in eredità la tenuta, morì senza discendenti nel 1512 e la proprietà, a seguito delle disposizioni testamentarie del Pomarino e di alcuni acquisti, passò ai frati del convento domenicano napoletano di Santa Caterina a Formiello. 
Dieci anni dopo la tenuta del convento viene ampliata ulteriormente con l'acquisto dai conti Diomede e Roberta Carafa di Maddaloni di un'altra masseria confinante.
La tenuta domenicana andava dal fondo settentrionale del vallone della Sanità al pianoro dei Colli Aminei, disegnando un approssimativo triangolo, che aveva come vertici l'area immediatamente a settentrione dell'ospedale San Gennaro, l'attuale incrocio tra il viale Colli Aminei e la salita Scudillo e quello tra lo stesso viale Colli Aminei, il viale dei Pini e la via Cardinale Prisco. Comprendeva, quindi, oltre che una buona parte delle aree declivi sul fianco della collina, tutto il territorio degli ex parchi privati La Pineta e Sapio.
Sin dai tempi della sua formazione, vi sorsero, in punti diversi, vari edifici. La pluralità nasceva dalle modalità di costituzione del fondo, nato con l'accorpamento di masserie confinanti, ciascuna originariamente dotata di proprie costruzioni ad uso di abitazione e di servizio. 
L'edificio principale, autentico centro direzionale della tenuta, sorgeva in posizione panoramica sulla sommità della collina. Corrisponde all'attuale istituto dei padri rogazionisti nel rione La Pineta.
Agli inizi del Cinquecento, esso appare come un complesso masseriale a corte chiusa di un certo rilievo atto sia a  funzioni  produttive che di diporto.
Nella seconda metà del Seicento il complesso è dotato anche di una cappella e di una torre. Accanto alla casa era il giardino e un robusto muraglione in tufo, ancora esistente, che faceva da contrafforte a sud dove l'edificio centrale si affaccia a picco su di un vallone di erosione scavato dalle acque pluviali che confluivano verso la Sanità.
Una visione completa ci è offerta dalla Mappa del Duca di Noja, da cui appare che nel XVIII secolo il complesso ha conservato nella sostanza la sua struttura originaria, "con un cortile porticato racchiuso da tre corpi di fabbrica di cui il maggiore, verso il panorama, presenta un lungo colonnato collegato da una scala ad una terrazza belvedere sostenuta, sul declivio, da una struttura a contrafforti", come scrive Vanna Fraticelli.

### Ristrutturazione voluta dal duca di Gallo
Il convento di Santa Caterina a Formello fu tra i primi ad essere soppresso durante il Decennio Francese. Nel 1806 la tenuta in questione veniva acquistato dal marchese (poi duca) di Gallo Marzio Mastrilli, nominato il precedente 3 giugno da Giuseppe Napoleone ministro degli affari esteri e consigliere di stato.
Il marchese affidò la ristrutturazione dell'edificio principale all'architetto Antonio Niccolini, che, come scrive la Fraticelli, «aggiunse un quarto braccio al cortile e, nell'angolo Sud-Est,  realizzò una torretta dotata di logge inquadrate da archi gotici (lo stile gotico era stato utilizzato dal Niccolini anche nella realizzazione della casina di Villa Ruffo, tuttora esistente di fronte alla Basilica dell'Incoronata Madre del Buon Consiglio a Capodimonte). Il fronte Nord fu arricchito “di un pronao a sei colonne doriche, sormontato dalla terrazza del piano nobile e coronato da un timpano, secondo una soluzione divenuta ricorrente in molte ville napoletane della prima metà dell'Ottocento”». 
Al piano terra fu realizzato un elegante appartamento di una decina di camere, che furono affrescate dagli artisti Gentile, Bisogni e Ciccarelli. In alcuni ambienti vennero realizzati dal Beccari stucchi rappresentanti fiorami e figurine. Alle pareti furono affisse stampe inglesi e ino un degli ambienti vi era il biliardo. Scrive Barbarulo: «tutta la fuga delle stanze esterne era dotata di balconi che si aprivano su di una “gran loggia  con balaustra di marmo, che gode l'aspetto imponente del mare, di Napoli, e delle prossime colline”. Al piano superiore era l'appartamento nobile, decorato e ammobiliato in maniera altrettanto ricercata. Attorno alla palazzina venne realizzato un giardino “delle quattro stagioni”, racchiuso da mura. Nel giardino di primavera erano coltivati fiori di diverse varietà, in modo tale che fosse fiorito tutto l'anno; negli altri, squisite varietà di frutta e ortaggi. Una particolare vigna produceva vino di gusto simile a quello di Bordeaux. Nei pressi di un boschetto sorgeva la vaccheria, dove venivano prodotti formaggi e burro. La rivisitazione operata dal Mastrilli fu radicale. Oltre alla ristrutturazione dell'edificio principale, egli volle che l'intera tenuta si trasformasse in  parco “di delizie”. Statue, ruderi archeologici veri (come lo scomparso colombario della Conocchia) e finti, belvederi, la resero una sorta di Parco di Capodimonte in piccolo». Ecco quindi che in quel periodo villa Gallo viene considerata dalle guide turistiche una delle più belle di Napoli, degna rivale di Villa Belvedere e Villa Patrizi. Più volte ebbe ad ospitare i sovrani Gioacchino Murat e Carolina Bonaparte. Divenne anche uno dei punti di vista preferiti dai paesaggisti dell'epoca, che spesso ritrassero il golfo visto dalla rotonda prospiciente la villa, su cui sorgeva una famosa palma.
Morto il duca di Gallo, nel 1831 la villa fu venduta dai suoi eredi al Conte del Balzo, marito morganatico della regina madre Isabella di Borbone, che, dedicandogliela, la chiamò "Villa Regina Isabella". A compimento di un voto, la regina fece costruire la cappellina che ancora oggi sorge nel parco, come ricorda una lapide affissa sulla sua parete.
Morta la regina e poi il conte, gli eredi di questo vendettero la tenuta che fu comprata  da un gruppo di capitalisti che intendevano lottizzarne il territorio per costruire villini di lusso. Quando il progetto non andò in porto, uno dei contitolari, il marchese Medici, rilevò l'intera proprietà.
Dalla famiglia Medici la tenuta fu poi ceduta al fondatore della Banca Sorrentina, Astarita, i cui eredi, dopo la seconda guerra mondiale, vendettero ai padri rogazionisti la casa, gravemente danneggiata dalle incursioni aeree, unitamente ad una parte del parco. La maggior parte della tenuta fu invece venduta a società di costruzione che realizzarono un progetto di edilizia residenziale che alterò del tutto l'originario assetto del territorio.